# Isoterma de sorción de humedad

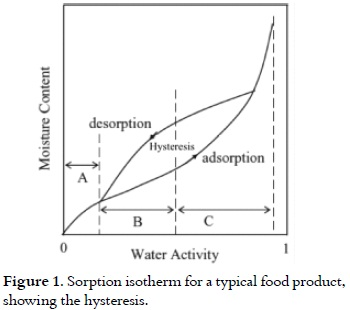
Isoterma de sorción de humedad de un producto alimentario típico en la cual se ilustra la histéresis.

En equilibrio, la relación entre el contenido de agua y la humedad relativa de equilibrio de un material se puede mostrar gráficamente mediante una curva, la llamada isoterma de sorción de humedad. Para cada valor de humedad, una isoterma de sorción indica el valor de contenido de agua correspondiente a una temperatura constante dada. Si la composición o la calidad del material cambia, entonces su comportamiento de sorción también cambia. Debido a la complejidad de los procesos de sorción, las isotérmicas no se pueden determinar explícitamente mediante el cálculo, sino que deben registrarse experimentalmente para cada producto.
La relación entre el contenido de agua y la actividad hídrica (aw) es compleja. Un aumento de w suele ir acompañado por un incremento del contenido de agua, pero de manera no lineal. Esta relación entre la actividad del agua y el contenido de humedad a una temperatura determinada se denomina isoterma de sorción de humedad. Estas curvas se determinan experimentalmente. Constituyen un símil de huella dactilar de un sistema alimentario.

La teoría BET (Brunauer-Emmett-Teller) proporciona un cálculo para describir la adsorción física de moléculas de gas en una superficie sólida. Debido a la complejidad del proceso, estos cálculos solo son moderadamente exitosos. Sin embargo, Stephen Brunauer fue capaz de clasificar las isotérmicas de sorción en cinco formas generalizadas.

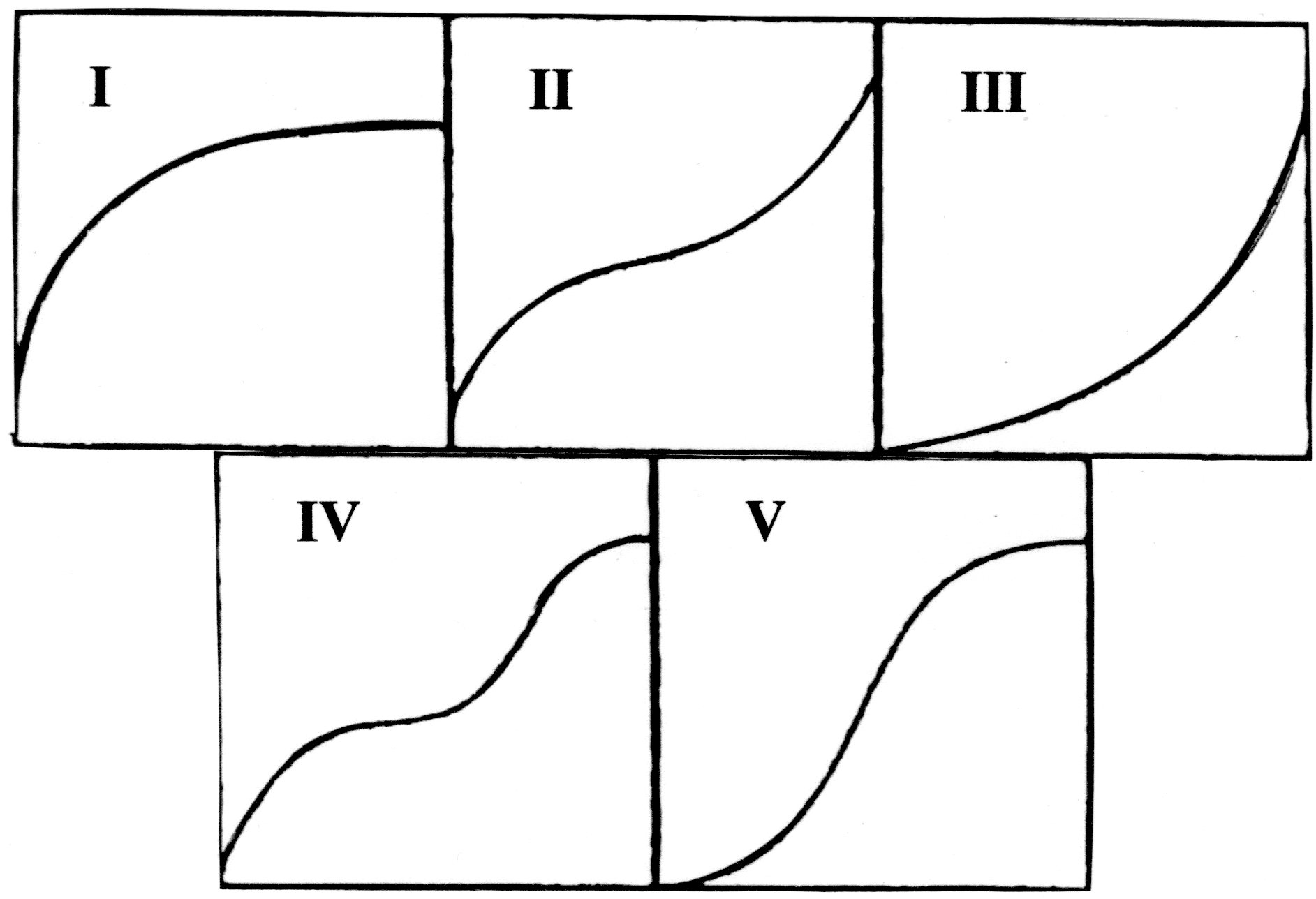
Figura 2. Clasificación de isotermas de sorción por los tipos Brunauer I a V.

Descubrió que las isoterias de tipo II y tipo III requieren materiales altamente porosos o desecantes, con primera adsorción monocapa, seguida por adsorción multicapa y finalmente condensación capilar, lo cual revela que estos materiales son de alta capacidad de humedad a alta humedad relativa.
Se debe tener cuidado en la inferencia de datos de isotérmicas, ya que puede variar la denominación en la representación en cada eje. Brunauer representó en el eje vertical los moles de gas adsorbidos divididos por los moles del material seco, y en el eje horizontal utilizó la relación de presión parcial del gas justo sobre la muestra, dividida por su presión parcial en saturación. Las isotérmicas más modernas que muestran la sorción de vapor de agua, en el eje vertical representan la relación del peso del agua adsorbida dividida por su peso seco, o esa relación convertida en un porcentaje. En el eje horizontal proporcionan los datos de humedad relativa o la actividad hídrica del aire presentado al material.
Los isotermas de sorción se nombran como tales porque el equilibrio establecido debe ser para una temperatura constante y esta temperatura debe especificarse. Normalmente, los materiales contienen menos humedad cuando están más calientes y más humedad cuando están más fríos. Ocasionalmente se proporciona un conjunto de isotérmicas en un gráfico que muestra cada curva a una temperatura diferente. En la figura tres, Dini representa este conjunto de isotermas de adsorción en un gel de sílice tipo V.

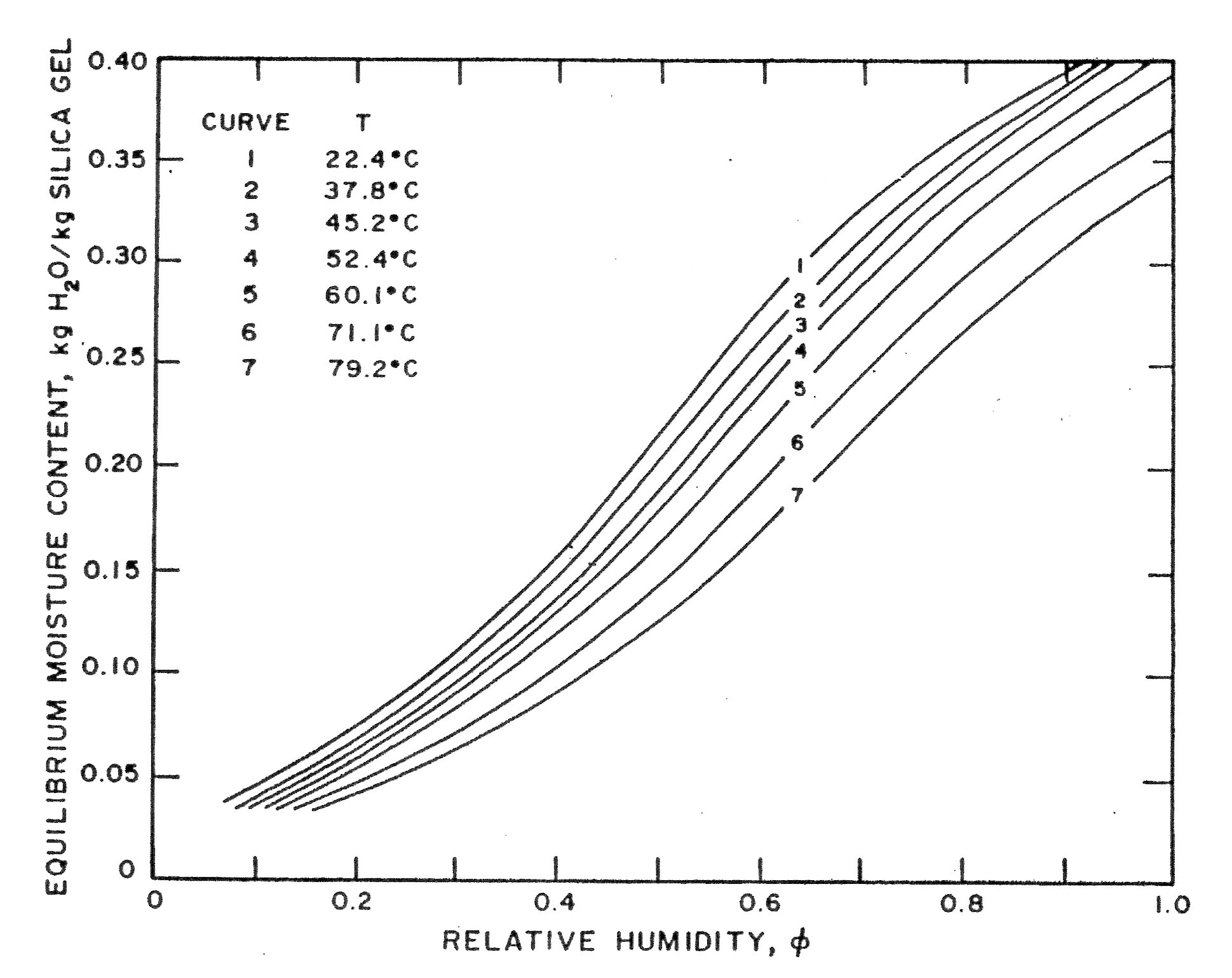
Figura 3. Conjunto de curvas isotérmicas de tipo V.